# Varm kilde
En varm kilde, hydrotermisk kilde eller geotermisk kilde er en kilde produceret ved fremkomsten af geotermisk opvarmet grundvand på overfladen af jorden.
Grundvandet opvarmes enten af overfladisk magma (smeltet klippe) eller ved cirkulation gennem forkastninger til varm klippe dybt i jordskorpen. I begge tilfælde er kilden til varmen radioaktivt henfald af naturligt forkommende radioaktive grundstoffer i Jordens kappe, laget under jordskorpen.
Eksempler på en speciel varm kildetype på land er geysere (kommer periodisk i udbrud).
Varme kilder på havbunden kaldes hydrotermiske væld.